# Камберланд (Охајо)
Камберланд (енгл. Cumberland) град је у америчкој савезној држави Охајо.

## Демографија
По попису из 2010. године број становника је 367, што је 35 (-8,7%) становника мање него 2000. године.
| Група             | 2000.       | 2010.       |
| Белци             | 398 (99,0%) | 345 (94,0%) |
| Афроамериканци    | 2 (0,5%)    | 8 (2,2%)    |
| Азијати           | 0 (0,0%)    | 1 (0,3%)    |
| Хиспаноамериканци | 0 (0,0%)    | 6 (1,6%)    |
| Укупно            | 402         | 367         |